# Юсупова, Татьяна Александровна
Княгиня Татьяна Александровна Юсупова, урождённая графиня Рибопьер (29 июня 1829 — 14 января 1879) — фрейлина русского императорского двора (1847); супруга одного из богатейших помещиков князя Н. Б. Юсупова; кавалерственная дама баварского ордена Терезы (1856).

## Биография
Младшая дочь графа (с 1856 года) Александра Ивановича Рибопьера, известного русского дипломата швейцарского происхождения, от его брака с Екатериной Михайловной Потёмкиной. Была названа в честь своей бабушки княгини Т. В. Юсуповой. Родилась и выросла за границей, где по долгу службы Рибопьера жила его семья. Получила домашнее воспитание, кроме французского языка, который был для неё родным, знала немецкий, итальянский, английский и русский языки. В 1839 году Рибопьеры вернулись в Петербург и поселились в доме на Большой Морской. Лето они обычно проводили в смоленском имении Новое Село.
Татьяна, или Тата, как её называли родные, часто бывала у своей бабушки Юсуповой в её дворце на Мойке, где сблизилась со своим двоюродным братом Николаем Юсуповым (1827—1891). С годами их детская привязанность переросла в юношескую любовь, и с 1852 года между влюбленными завязалась постоянная переписка. Близкое родство было главной причиной, почему они не могли вступить в брак. Подобные союзы были запрещены православной церковью. Против выступала и мать Юсупова, её решительные действия привели к тому, что после окончания университета Николай был отправлен на Кавказ, а затем — в Ригу. Этот роман активно обсуждался в свете, говорили, что молодой князь имел планы похитить свою кузину и жениться на ней и вмешательство императора Николая I нарушило их. Но ни время, ни расстояние не изменили чувств влюбленных.

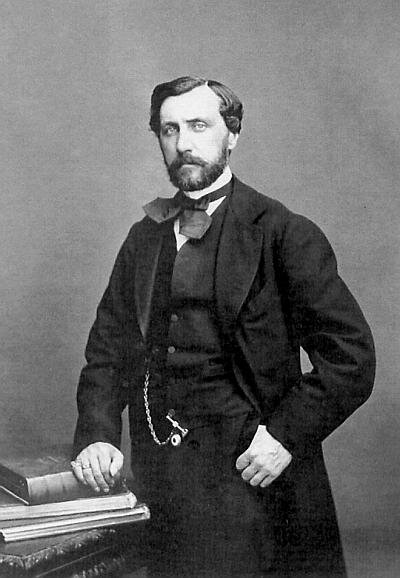
Князь Николай Юсупов

Сразу после коронации Александра II, 19 сентября 1856 года, граф Рибопьер, поддерживающий этот союз, получил от графа В. Ф. Адлерберга официальное разрешение на брак дочери, фрейлины Татьяны Александровны, с камер-юнкером двора князем Николаем Юсуповым. 26 сентября 1856 года, к всеобщему удивлению, в селе Бутурлино Юхновского уезда в Никольской церкви они были обвенчаны. По случаю их бракосочетания королева Мария пожаловала Татьяне Александровне баварский орден Св. Терезы, поздравил молодоженов и Карл Прусский. «Я с самого её детства испытываю самый живой интерес к княгине, Вашей жене, — писал принц князю, — и я прошу Вас свидетельствовать ей, что меня вдохновило известие об этом счастливом союзе». Император Александр II покровительствовал Юсуповым и после свадьбы пригласил их в Ниццу, но Святейшей синод возбудил дело о незаконном венчании.
Первые годы своей супружеской жизни Юсуповы провели в Мюнхене и в Париже, где снимали дом Витгенштейна. При дворе Наполеона III княгиня Татьяна Александровна имела успех. По её собственным словам, на малых вечерах и балах в Тюильри она «была окружена церемонным политесом и вниманием», а её «диадема производила магический эффект, император долго на неё смотрел, а затем подошёл и спросил, каким мастером она сделана». В это же время был создан парадный портрет Юсуповой кисти Винтерхальтера, запечатлевший её в алмазно-жемчужной диадеме, с фрейлинским шифром и орденом Терезы. Осенью 1858 года Юсуповы вернулись в Петербург и княгиня окунулась в светскую жизнь — балы, приемы, домашние спектакли. В своем доме на Мойке она принимала с утра раз в неделю и на её обедах бывало много народу. В 1861 году после пятилетнего ожидания Татьяна Александровна наконец-то забеременела.

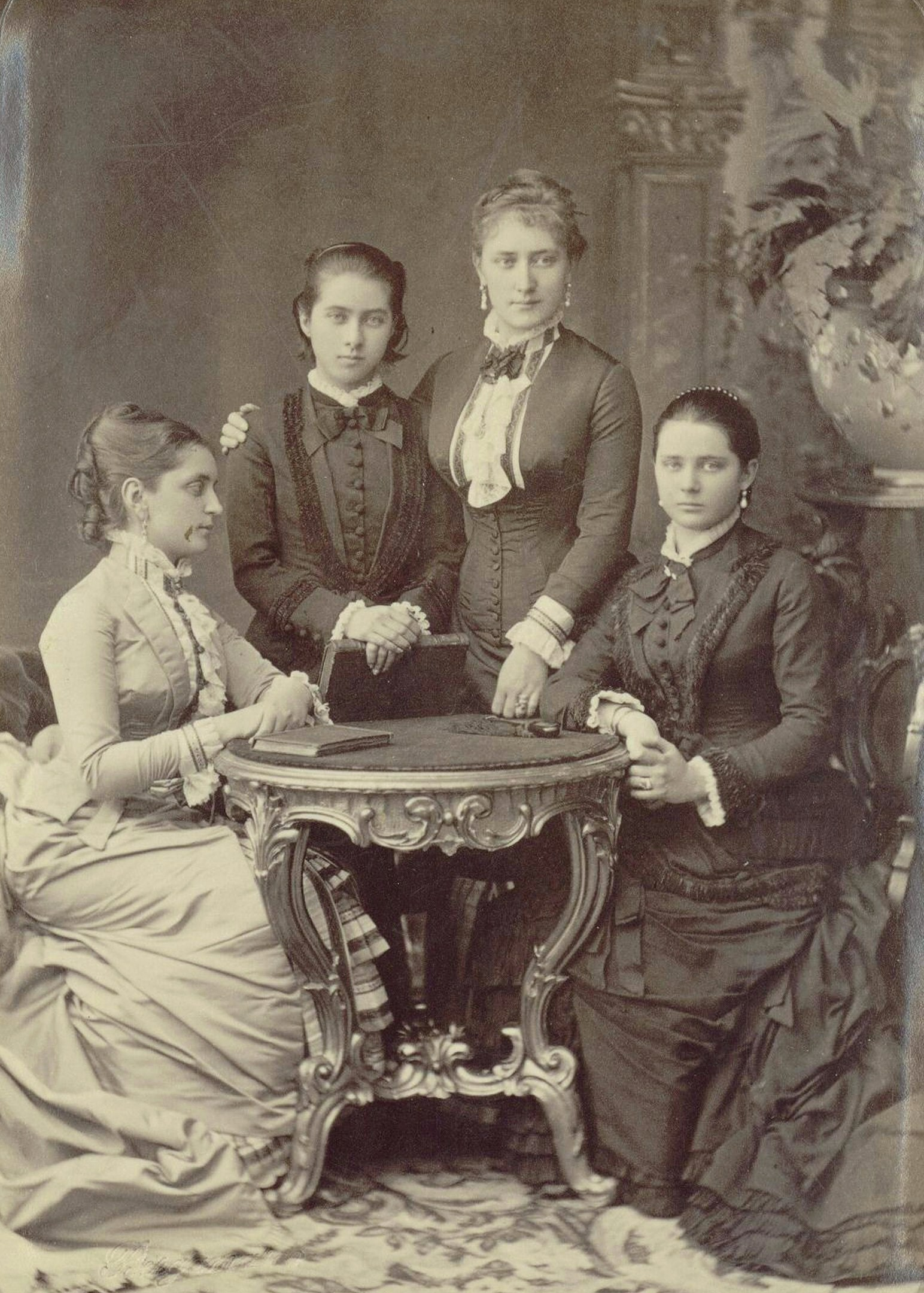
Княгиня Т. А. Юсупова с дочерьми Татьяной (стоят) и Зинаидой (сидит справа)

Перед супругами вновь особенно остро встал вопрос о законности их брака. Все их попытки получить свидетельство о бракосочетании не имели успеха. Святейший Синод не выдавал им запрашиваемых документов. Тогда, чтобы решить вопрос наследования состояния Юсуповых и оградить себя от притязаний князей Голицыных, Николай Борисович решил передать все свои родовые имения в пожизненное владение жене. На что в 1862 году получил разрешение в Сенате.
Этот шаг Юсупова породил в обществе много слухов. Говорили, что княгиня заставила мужа переписать на себя все его имения и дома, что он был у неё в полном подчинении. По замечанию современника, между супругами было очень мало общего.
Близкое родство совсем их не сближало. Юсупов был человек крайностей, часто бывал резок и слишком официален, чем отталкивал окружающих. Он щедро давал деньги другим и ничего не тратил на себя. Княгиня же была женщина решительная и очень энергичная. От природы необыкновенно любезная, словоохотливая и отзывчивая на любое смешливое замечание. Имея много свободного времени, она перечитала все, что было выдающегося и второстепенного в европейской литературе, и по праву считалась одной из самых образованных женщин своего времени. В быту её вечно окружали приживалки, кумушки, в общем, никчёмные, но необходимые домочадки.

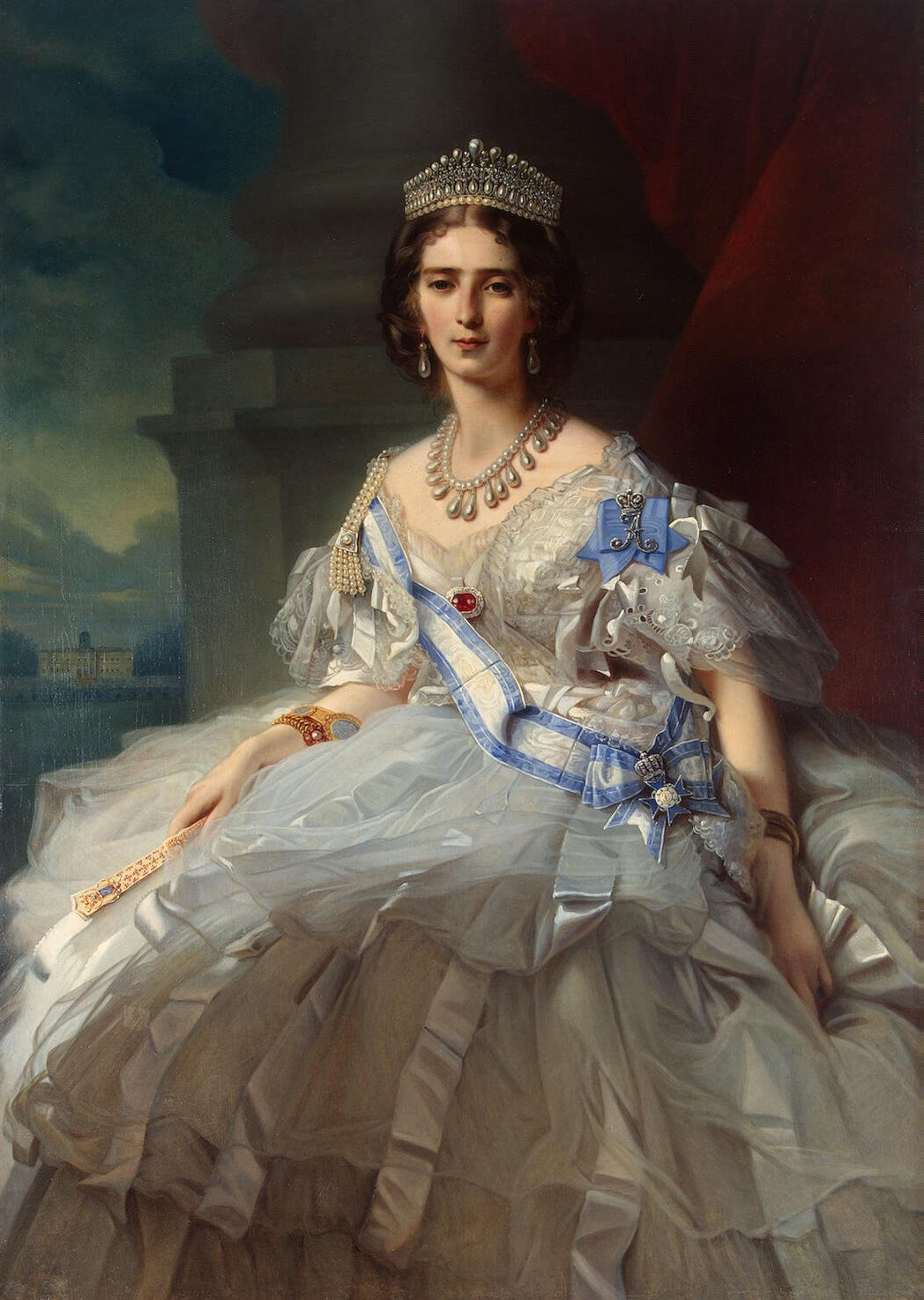
Княгиня Юсупова на портрете Винтерхальтера

Долгожданный первенец Юсуповых, дочь Зинаида, родилась в Москве в октябре 1861 года и была названа в честь бабушки. В 1863 году в Петербурге у супругов родился сын Борис, названный в честь деда. Но в возрасте 2-х месяцев он умер от скарлатины. Татьяна Александровна тяжело переживала эту потерю, её здоровье стало ухудшаться. По настоянию врачей Юсуповы уехали за границу. Сначала они жили в По, затем в Париже и Ницце. Тогда же они приобрели виллу на озере Леман, в 15 километрах от Женевы, и назвали её «Татьяния». На этой вилле в 1866 году у Юсуповых родилась дочь Татьяна, фрейлина двора, умершая в 1888 году от тифа.
Ни длительное прибывание за границей, ни лучшие курорты не могли справиться с болезнью княгини. Врачи поставили неутешительный диагноз — сахарный диабет. Лето 1878 года Татьяна Александровна провела на лечении в Карлсбаде, но в сентябре ей стало хуже. Она страдала слабостью в ногах, бронхиальным катаром и была прикована к постели. В январе 1879 года на своей вилле «Татьяния» княгиня Юсупова скончалась. Прах её был временно похоронен на городском кладбище в Женеве, после князь Юсупов перевез его в Петербург на Никольское кладбище Александро-Невской лавры, где в 1891 году был похоронен сам.